# Sicista severtzovi
Espèce
Statut de conservation UICN

 CR  : 
En danger critique
Sicista severtzovi est une espèce de petit rongeur de la famille des Dipodidae. L'espèce a été décrite en 1935 par le mammalogiste russe Sergej Ognev.